# Apsley House

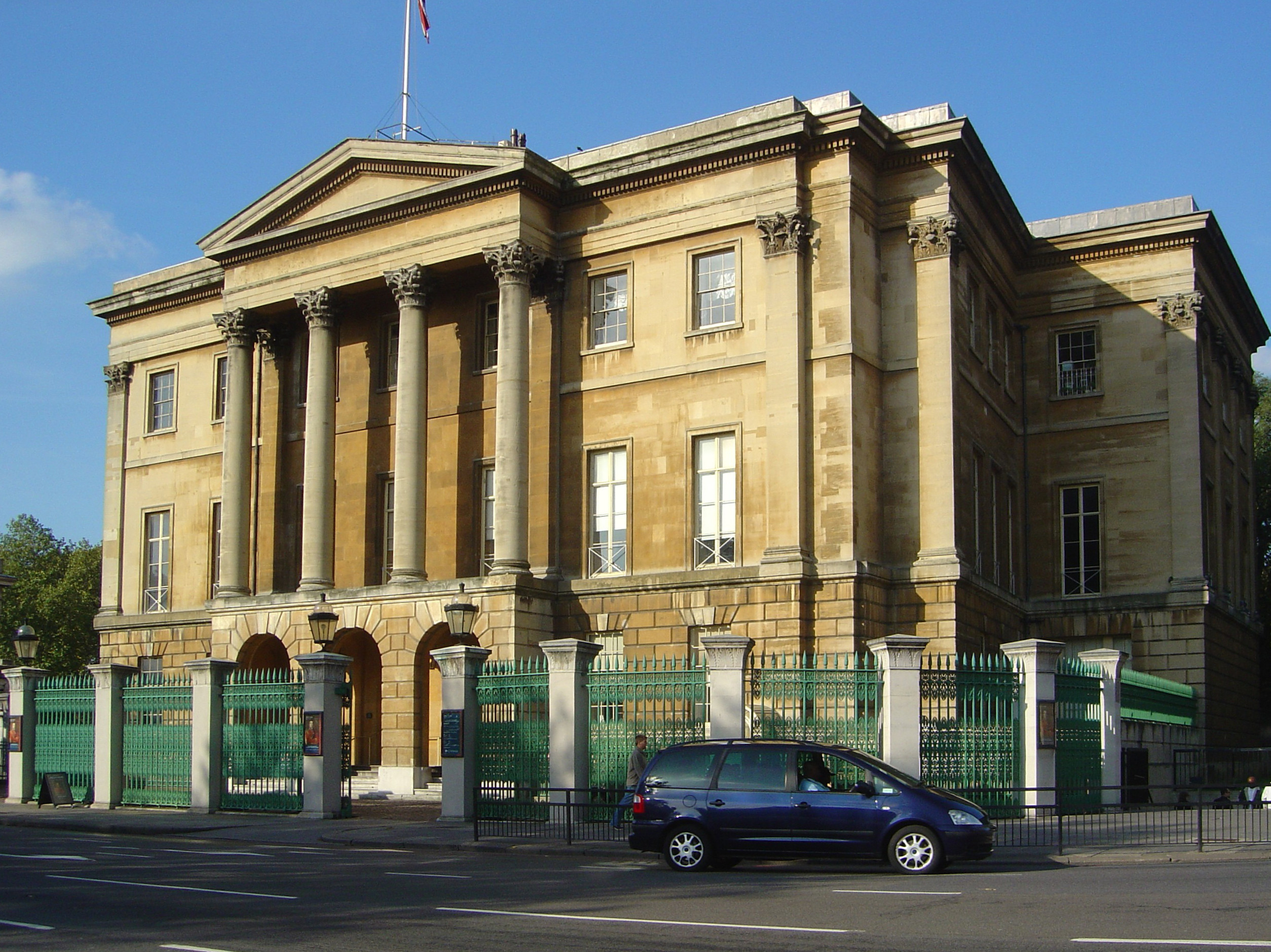
Apsley House nos dias de hoje.

Apsley House, também conhecida como Número Um, Londres, foi a residência londrina dos Duques de Wellington e está localizada sozinha em Hyde Park Corner, a sudeste de Hyde Park, próxima de um turbulento sistema de circulação de tráfego. 
A mansão é protegida pelo English Heritage e, como um museu e uma galeria de arte, é aberta ao público. Entretanto, o atual Duque de Wellington, Arthur Wellesley, 8.° Duque de Wellington, ainda usufrui parte de Apsley House como uma residência de meio tempo. Às vezes, o palacete é referido como Museu de Wellington. Talvez seja o único exemplo preservado de uma aristocrática casa de cidade inglesa de seu período. 

## História

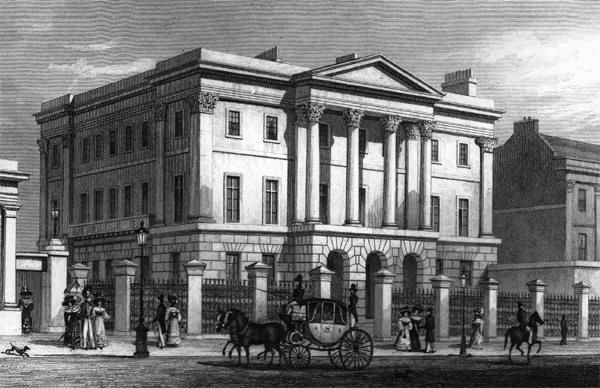
Apsley House em 1829, desenho de T. H. Shepherd.

Apsley House foi originalmente construída de tijolos vermelhos por Robert Adam entre 1771 e 1778, para Lord Apsley, o Lorde chanceler, que deu à casa seu nome. Alguns interiores de Adam sobreviveram: a escadaria semi-circular, o salão de recepções com uma abside em seu final, o quarto pórtico, atrás do gigante pórtico corintiano, adicionado por Wellington.
Em 1807, a mansão foi adquirida por Richard Wellesley, 1° Marquês Wellesley, o irmão mais velho de Sir Arthur Wellesley. Entretanto, dez anos depois, dificuldades financeiras o forçaram a vender Apsley para seu irmão famoso, o então Duque de Wellington, que precisava de uma base em Londres para sua nova carreira na política.
Wellington contratou o arquiteto Benjamin Dean Wyatt para executar renovações entre 1818 e 1819. Ele aumentou o palacete adicionando dois vãos a oeste dos cinco originais. Construiu a Galeria de Waterloo para alojar as obras de arte do Duque e revestiu, com pedra-sabão dourada, os tijolos vermelhos. Além disso, introduziu sua própria versão de estilo francês aos interiores. 
Apsley House recebeu o popular apelido de "Número Um, Londres" quando se tornou a primeira casa pela qual visitantes de outras regiões do país passavam. Foi originalmente parte de uma contígua linhagem de grandes casas em Piccadilly, demolidas para ampliar Park Lane. Seu endereço oficial permanece o mesmo: 149 Piccadilly, W1J 7NT. 
Durante a Segunda Guerra Mundial, house rumores de que o rei Jorge VI e sua filha, a futura Rainha Elizabeth II, souberam que os tesouros da mansão não tinham sido evacuados. A história conta que ambos chegaram lá numa van e ajudaram no deslocamento rápido dos objetos para Frogmore. 

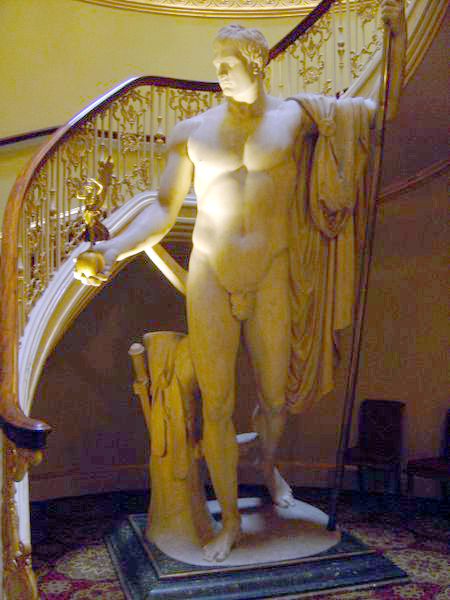
Napoleão, por António Canova

A prática tem sido manter tão distante como possível os quartos no estilo e na decoração originais. A mansão contém a coleção do primeiro Duque de Wellington de porcelanas, mobílias, esculturas e pinturas realizadas por Goya, Velasquez, Rubens e Brueghel. O heroico e nu Napoleão Bonaparte de Antonio Canova segurando uma Nice dourada no palmo de sua mão foi feita entre 1802 e 1810 e exposta no Louvre, até o governo trazê-la para Wellington em 1816. Atualmente, a estátua de Napoleão fica perto da escadaria de Robert Adam.
Gerald Wellesley, 7.° Duque de Wellington, doou a mansão à nação em 1947, mas a família detém um apartamento no segundo andar até hoje.